# Orlowka (Kaliningrad, Gussew)
Orlowka (russisch Орловка, deutsch Adomlauken, 1938 bis 1945: Adamshausen, mit Austinehlen, 1938 bis 1945: Austinshof, sowie Pennacken, 1938 bis 1945: Werfen) ist ein verlassener Ort im Rajon Gussew der russischen Oblast Kaliningrad.
Die Ortsstellen des vormaligen Orlowka befinden sich in zwei bis vier Kilometer westnordwestlicher Entfernung von Majakowskoje (Nemmersdorf).

## Geschichte
Nachdem das nördliche Ostpreußen im Jahr 1945 in Folge des Zweiten Weltkrieges an die Sowjetunion gefallen war, wurde im Jahr 1950 der Ort Orlowka als Zusammenfassung der vorherigen deutschen Orte Adomlauken (Adamshausen), Austinehlen (Austinshof) und Pennacken (Werfen) gebildet und dem Dorfsowjet Majakowski selski Sowet im Rajon Gussew zugeordnet. Der Gutsbezirk Austinehlen (s. u.) war schon im Jahr 1928 an die Landgemeinde Adomlauken (s. u.) angeschlossen worden. Das Gut Pennacken (s. u.) hatte seit 1928 zur Landgemeinde Nemmersdorf gehört. Orlowka wurde vor 1988 aus dem Ortsregister gestrichen.

### Adomlauken (Adamshausen)
Adomlauken war um 1780 ein Schatulldorf. 1874 wurde die Landgemeinde Adomlauken dem neu gebildeten Amtsbezirk Austinehlen im Kreis Gumbinnen zugeordnet. 1895 wurde ein Teil der aufgelösten Landgemeinde Auxionehlen (nach 1945 laut Karte noch zu Maloje Rasskasowo (Wertheim), nicht mehr existent) an die Landgemeinde Adomlauken angeschlossen. 1928 wurden auch der Gutsbezirk Austinehlen und das Gut Klein Mixeln (russisch nach 1945 Pospelewo, nicht mehr existent) angeschlossen. 1938 wurde Adomlauken in Adamshausen umbenannt.

#### Einwohnerwicklung
| Jahr | Einwohner | Bemerkungen                                     |
| ---- | --------- | ----------------------------------------------- |
| 1867 | 67        |                                                 |
| 1871 | 62        |                                                 |
| 1885 | 55        | davon fünf Juden                                |
| 1905 | 138       | davon in Auxionehlen (Teil) 46                  |
| 1910 | 122       |                                                 |
| 1933 | 406       | einschließlich Austinehlen und Klein Mixeln (?) |
| 1939 | 455       |                                                 |

#### Austinehlen (Austinshof)
54° 31′ 59″ N, 22° 1′ 11″ O
Austinehlen, auch Austinlaucken genannt, war um 1780 ein adeliges Dorf. Später wurde Austinehlen als adeliges Gut bezeichnet. 1874 wurde der Gutsbezirk Austinehlen namensgebend für einen neu gebildeten Amtsbezirk im Kreis Gumbinnen. Zu Austinehlen gehörten auch die Vorwerke Budballen (russisch nach 1945 Mischkino), Grüntann (54° 33′ 48″ N, 21° 57′ 42″ O), Lengirren (54° 32′ 27″ N, 21° 59′ 18″ O) und Wildauershof (54° 31′ 43″ N, 22° 0′ 5″ O) (die letzteren drei sind nicht mehr existent). 1895 wurde (offenbar) auch ein Teil der aufgelösten Landgemeinde Auxionehlen angeschlossen. 1928 wurde der Gutsbezirk Austinehlen an die Landgemeinde Adomlauken angeschlossen. Das Gut Austinehlen wurde dort 1938 in Austinshof umbenannt. Das Vorwerk Budballen hieß seit 1938 Moorbude.

##### Einwohnerentwicklung
| Jahr | Einwohner | Bemerkungen                                                                                       |
| ---- | --------- | ------------------------------------------------------------------------------------------------- |
| 1867 | 247       |                                                                                                   |
| 1871 | 259       | davon in Budballen 64, in Lengirren 69, in Grüntann 7                                             |
| 1885 | 213       | davon in Budballen 46, in Grüntann 5, in Lengirren 61                                             |
| 1905 | 233       | davon in Auxionehlen (Teil) 4, in Budballen 50, in Grüntann 3, in Lengirren 53, in Wildauershof 7 |
| 1910 | 228       |                                                                                                   |
| 1925 | 302       |                                                                                                   |

#### Amtsbezirk Austinehlen (Austinshof) 1874–1945
Der Amtsbezirk Austinehlen wurde 1874 im Kreis Gumbinnen eingerichtet. Er bestand zunächst aus fünf Landgemeinden (LG) und zwei Gutsbezirken (GB).
| Name                  | Änderungsname von 1938 | Russischer Name nach 1945 | Bemerkungen                                                                    |
| --------------------- | ---------------------- | ------------------------- | ------------------------------------------------------------------------------ |
| Adomlauken (LG)       | Adamshausen            | Orlowka                   |                                                                                |
| Austinehlen (GB)      | Austinshof             | Orlowka                   | 1928 zur LG Adomlauken                                                         |
| Auxionehlen (LG)      |                        |                           | 1895 (offenbar) aufgeteilt auf die LG Adomlauken und den GB Austinehlen        |
| Groß Datzen (LG)      |                        | Spornoje                  |                                                                                |
| Groß Pruschillen (LG) | Großpreußenbruch       | Sassowka                  | auch Groß Prußillen                                                            |
| Klein Mixeln (LG)     |                        | Pospelowo                 | um 1900 zum GB Kieselkehmen im Amtsbezirk Kieselkehmen, 1928 zur LG Adomlauken |
| Wertheim (GB)         |                        | Maloje Rasskasowo         | 1928 zur LG Groß Datzen                                                        |

1935 wurden die Landgemeinden in Gemeinden umbenannt. 1938 oder 1939 wurde der Amtsbezirk in Austinshof umbenannt. Im Januar 1945 umfasste der Amtsbezirk Austinshof die drei Gemeinden Adamshausen, Groß Datzen und Großpreußenbruch.

### Pennacken (Werfen)
54° 32′ 3″ N, 22° 2′ 24″ O
Pennacken war um 1780 ein köllmisches Gut. 1874 wurde der Gutsbezirk Pennacken dem neu gebildeten Amtsbezirk Nemmersdorf im Kreis Gumbinnen zugeordnet. 1928 wurde der Gutsbezirk Pennacken an die Landgemeinde Nemmersdorf angeschlossen. Das Gut Pennacken wurde dort 1938 in Werfen umbenannt.

#### Einwohnerwicklung
| Jahr | Einwohner |
| ---- | --------- |
| 1867 | 46        |
| 1871 | 42        |
| 1885 | 37        |
| 1905 | 46        |
| 1910 | 39        |
| 1925 | 38        |

## Kirche
Adomlauken/Adamshausen, Austinehlen/Austinshof und Pennacken gehörten zum evangelischen Kirchspiel Nemmersdorf.